# Franciscodendron
Franciscodendron es un género monotípico de la subfamilia Sterculioideae dentro de la familia Malvaceae. Su única especie, Franciscodendron laurifolium B.Hyland & Steenis, es originaria de Australia. Fue descrito por Bernard Patrick Matthew Hyland & Cornelis Gijsbert Gerrit Jan van Steenis y publicado en Brunonia  10: 212, en el año 1987.

## Sinonimia
- Clompanus laurifolia (F.Muell.) Kuntze
- Sterculia laurifolia F.Muell.[2]